# Pepperdine University Men's Volleyball 2014
Questa voce raccoglie le informazioni riguardanti la Pepperdine University Men's Volleyball nella stagione 2014.

## Stagione
La stagione 2014 è la quindicesima consecutiva, trentunesima in totale, per coach Murv Dunphy alla guida del programma. Lo staff è composto dagli ex pallavolisti David Hunt e Jonathan Winder nel ruolo di assistenti allenatori, ai quali si affianca come volontario Rich Barraza.
La rosa della squadra mantiene un certo equilibrio, registrando cinque movimenti in entrata ed altrettanti in uscita, tra i quali spicca Maurice Torres, diventato professionista nella Serie A1 italiana con la Top Volley di Latina.
La stagione regolare si apre il 10 gennaio col successo per 3-1 sulla University of California, Irvine, al quale seguono altre tre vittorie, interrotte dalla sconfitta al tie-break in casa della California State University, Long Beach. Nei successivi tre incontri casalinghi i Waves sconfiggono la Brigham Young University e la University of California, Los Angeles, cedendo poi alla University of California, Santa Barbara. Questa sconfitta è seguita da un'altra battuta d'arresto per 3-0 in casa della University of California, Irvine. Dopo questi due passi falsi però i Waves riescono ad inanellare tre vittorie consecutive, interrotte in casa della Brigham Young University e con la sconfitta a domicilio ad opera della Stanford University. Nelle restanti gare di regular season la squadra riesce a cambiare marcia, centrando ben nove vittorie su dieci incontri, in cui l'unica sconfitta arriva nuovamente per opera della Stanford University.
Grazie ai risultati di regular season i Waves si qualificano al torneo MPSF come testa di serie numero 2. Ai quarti di finale la squadra gioca in casa, eliminando per 3-1 la settima forza della regular season, i 49ers della California State University, Long Beach. In semifinale però arriva la terza sconfitta stagionale in altrettanti incontri con la Stanford University, testa di serie numero 3 del torneo, che pone fine alla stagione dei Waves.
Tra i giocatori si distinguono particolarmente Joshua Taylor e Matthew West, premiati sia a livello di conference che a livello nazionale; mentre Parker Kalmbach e Matthew Tarantino vengono inseriti nel secondo sestetto della MPSF.

## Organigramma societario
Area direttiva
- Presidente: Steve Potts
- Direttore delle operazioni: Jordan Cheng

Area tecnica
- Allenatore: Murv Dunphy
- Assistente allenatore: David Hunt, Jonathan Winder
- Assistente allenatore volontario: Rich Barraza

## Rosa
| N° | Nome               | Ruolo | Data di nascita | Nazionalità sportiva | Anno      |
| -- | ------------------ | ----- | --------------- | -------------------- | --------- |
| 1  | Matt West          | P     | 1º ottobre 1993 | Stati Uniti          | Junior    |
| 2  | Mitchell Penning   | C     | 17 aprile 1995  | Stati Uniti          | Freshman  |
| 3  | Nikola Antonijević | C     | 18 agosto 1993  | Stati Uniti          | Junior    |
| 4  | J.J. Mosolf        | S/O   |                 | Stati Uniti          | Sophomore |
| 5  | Matthew Tarantino  | C/O   | 5 luglio 1993   | Stati Uniti          | Sophomore |
| 6  | Kyle Gerrans       | S     |                 | Stati Uniti          | Senior    |
| 7  | Kyle Suppes        | C     |                 | Stati Uniti          | Sophomore |
| 8  | Soren Dion-Kindem  | P     |                 | Stati Uniti          | Freshman  |
| 10 | Scott Rhein        | S     | 12 giugno 1993  | Stati Uniti          | Junior    |
| 11 | James Gehrels      | S     |                 | Stati Uniti          | Freshman  |
| 12 | Chad McCallister   | L     |                 | Stati Uniti          | Freshman  |
| 13 | Parker Kalmbach    | C     |                 | Stati Uniti          | Junior    |
| 14 | Joshua Taylor      | S     | 28 maggio 1992  | Stati Uniti          | Junior    |
| 15 | Evan Dean          | C     |                 | Stati Uniti          | Junior    |
| 16 | Max States         | S     |                 | Stati Uniti          | Freshman  |
| 17 | Leonardo Granato   | C     |                 | Stati Uniti          | Junior    |
| 18 | Brennan Anderson   | L     |                 | Stati Uniti          | Junior    |
| 20 | Ryan Plueger       | L     |                 | Stati Uniti          | Senior    |

## Mercato
| Acquisti | Acquisti          | Acquisti              | Acquisti   |
| R.       | Nome              | da                    | Modalità   |
| -------- | ----------------- | --------------------- | ---------- |
| C        | Mitchell Penning  | Westminster Christian | definitivo |
| P        | Soren Dion-Kindem | Agoura HS             | definitivo |
| S        | James Gehrels     | Salpointe Catholic HS | definitivo |
| S        | Max States        | Solimar Academy       | definitivo |
| L        | Chad McCallister  | Marina HS             | definitivo |

| Cessioni | Cessioni        | Cessioni          | Cessioni   |
| R.       | Nome            | a                 | Modalità   |
| -------- | --------------- | ----------------- | ---------- |
| L        | Vincent Rios    | -                 | ritirato   |
| S/O      | Maurice Torres  | Top Volley Latina | definitivo |
| P        | Alex Fortna     | -                 | ritirato   |
| S        | Beau Vandeweghe | -                 | ritirato   |
| C        | James Powers    | -                 | ritirato   |

## Risultati

### Division I NCAA

#### Regular season

##### Girone
| 10 gennaio 2014 Firestone Fieldhouse, Malibù  | Pepperdine          | 3 - 1 | UC Irvine           | 25-21, 25-21, 23-25, 25-19        |
| 11 gennaio 2014 Firestone Fieldhouse, Malibù  | Pepperdine          | 3 - 0 | UC San Diego        | 25-17, 25-19, 25-17               |
| 16 gennaio 2014 Galen Center, Los Angeles     | Southern California | 1 - 3 | Pepperdine          | 28-26, 22-25, 22-25, 24-26        |
| 22 gennaio 2014 The Matadome, Los Angeles     | CSU Northridge      | 2 - 3 | Pepperdine          | 15-25, 29-27, 27-25, 19-25, 12-15 |
| 24 gennaio 2014 Walter Pyramid, Long Beach    | CSU Long Beach      | 3 - 2 | Pepperdine          | 25-14, 21-25, 21-25, 25-23, 15-11 |
| 31 gennaio 2014 Firestone Fieldhouse, Malibù  | Pepperdine          | 3 - 2 | Brigham Young       | 25-19, 17-25, 25-21, 26-28, 15-11 |
| 5 febbraio 2014 Firestone Fieldhouse, Malibù  | Pepperdine          | 3 - 0 | UC Los Angeles      | 25-14, 25-20, 25-19               |
| 8 febbraio 2014 Firestone Fieldhouse, Malibù  | Pepperdine          | 2 - 3 | UC Santa Barbara    | 22-25, 19-25, 27-25, 25-16, 12-15 |
| 14 febbraio 2014 Bren Center, Irvine          | UC Irvine           | 3 - 0 | Pepperdine          | 27-25, 23-25, 19-25               |
| 15 febbraio 2014 RIMAC Arena, La Jolla        | UC San Diego        | 0 - 3 | Pepperdine          | 30-32, 16-25, 25-27               |
| 22 febbraio 2014 Firestone Fieldhouse, Malibù | Pepperdine          | 3 - 1 | California Baptist  | 14-25, 25-20, 27-25, 25-17        |
| 27 febbraio 2014 Van Dyne Gym, Riverside      | California Baptist  | 0 - 3 | Pepperdine          | 23-25, 23-25, 19-25               |
| 1 marzo 2014 Smith Fieldhouse, Provo          | Brigham Young       | 3 - 0 | Pepperdine          | 25-22, 25-23, 25-22               |
| 7 marzo 2014 Firestone Fieldhouse, Malibù     | Pepperdine          | 1 - 3 | Stanford            | 21-25, 25-15, 26-28, 21-25        |
| 8 marzo 2014 Firestone Fieldhouse, Malibù     | Pepperdine          | 3 - 0 | Pacific             | 25-19, 25-18, 25-21               |
| 11 marzo 2014 Pauley Pavilion, Los Angeles    | UC Los Angeles      | 1 - 3 | Pepperdine          | 17-25, 30-28, 23-25, 22-25        |
| 14 marzo 2014 Rob Gym, Santa Barbara          | UC Santa Barbara    | 2 - 3 | Pepperdine          | 25-22, 21-25, 25-18, 21-25, 12-15 |
| 20 marzo 2014 Firestone Fieldhouse, Malibù    | Pepperdine          | 3 - 0 | CSU Long Beach      | 25-21, 25-21, 27-25               |
| 22 marzo 2014 Firestone Fieldhouse, Malibù    | Pepperdine          | 3 - 0 | CSU Northridge      | 25-17, 25-20, 25-20               |
| 28 marzo 2014 Maples Pavilion, Stanford       | Stanford            | 3 - 0 | Pepperdine          | 25-21, 25-18, 25-19               |
| 29 marzo 2014 Alex G. Spanos Center, Stockton | Pacific             | 1 - 3 | Pepperdine          | 15-25, 25-19, 19-25, 25-27        |
| 5 aprile 2014 Firestone Fieldhouse, Malibù    | Pepperdine          | 3 - 2 | Southern California | 25-18, 21-25, 25-19, 14-25, 15-11 |
| 11 aprile 2014 Firestone Fieldhouse, Malibù   | Pepperdine          | 3 - 0 | Hawaii              | 25-19, 25-17, 25-23               |
| 12 aprile 2014 Firestone Fieldhouse, Malibù   | Pepperdine          | 3 - 1 | Hawaii              | 19-25, 28-26, 25-18, 26-24        |

##### Torneo MPSF
| 19 aprile 2014 - Quarti di finale Firestone Fieldhouse, Malibù | Pepperdine #2 | 3 - 1 | CSU Long Beach #7 | 22-25, 26-24, 25-23, 25-20 |
| 24 aprile 2014 - Semifinale Smith Fieldhouse, Provo            | Pepperdine #2 | 0 - 3 | Stanford #3       | 16-25, 19-25, 16-25        |

## Statistiche

### Statistiche di squadra
| Competizione    | Punti | In casa | In casa | In casa | In trasferta | In trasferta | In trasferta | Campo neutro | Campo neutro | Campo neutro | Totale | Totale | Totale |
| Competizione    | Punti | G       | V       | P       | G            | V            | P            | G            | V            | P            | G      | V      | P      |
| --------------- | ----- | ------- | ------- | ------- | ------------ | ------------ | ------------ | ------------ | ------------ | ------------ | ------ | ------ | ------ |
| NCAA Division I | .730  | 14      | 12      | 2       | 11           | 7            | 4            | 1            | 0            | 1            | 26     | 19     | 7      |
| Totale          | .730  | 14      | 12      | 2       | 11           | 7            | 4            | 1            | 0            | 1            | 26     | 19     | 7      |

G = partite giocate; V = partite vinte; P = partite perse

### Statistiche dei giocatori
| Giocatore      | Division I NCAA | Division I NCAA | Division I NCAA | Division I NCAA | Division I NCAA | Totale | Totale | Totale | Totale | Totale |
| Giocatore      | P               | PT              | AV              | MV              | BV              | P      | PT     | AV     | MV     | BV     |
| -------------- | --------------- | --------------- | --------------- | --------------- | --------------- | ------ | ------ | ------ | ------ | ------ |
| B. Anderson    | 26              | 0               | 0               | 0               | 0               | 26     | 0      | 0      | 0      | 0      |
| N. Antonijević | 26              | 163.5           | 98              | 59.5            | 6               | 26     | 163.5  | 98     | 59.5   | 6      |
| E. Dean        | 2               | 0               | 0               | 0               | 0               | 2      | 0      | 0      | 0      | 0      |
| S. Dion-Kindem | 0               | 0               | 0               | 0               | 0               | 0      | 0      | 0      | 0      | 0      |
| J. Gehrels     | 2               | 0               | 0               | 0               | 0               | 2      | 0      | 0      | 0      | 0      |
| K. Gerrans     | 26              | 315.4           | 261             | 32.5            | 21              | 26     | 315.4  | 261    | 32.5   | 21     |
| L. Granato     | 19              | 4               | 2               | 2               | 0               | 19     | 4      | 2      | 2      | 0      |
| P. Kalmbach    | 21              | 304             | 260             | 40              | 4               | 21     | 304    | 260    | 40     | 4      |
| C. McCallister | 0               | 0               | 0               | 0               | 0               | 0      | 0      | 0      | 0      | 0      |
| J. Mosolf      | 15              | 86.5            | 73              | 12.5            | 1               | 15     | 86.5   | 73     | 12.5   | 1      |
| M. Penning     | 1               | 0               | 0               | 0               | 0               | 1      | 0      | 0      | 0      | 0      |
| R. Plueger     | 2               | 0               | 0               | 0               | 0               | 2      | 0      | 0      | 0      | 0      |
| S. Rhein       | 24              | 32.5            | 21              | 2.5             | 9               | 24     | 32.5   | 21     | 2.5    | 9      |
| M. States      | 21              | 4               | 1               | 0               | 3               | 21     | 4      | 1      | 0      | 3      |
| M. Tarantino   | 26              | 240             | 175             | 51              | 14              | 26     | 240    | 175    | 51     | 14     |
| J. Taylor      | 23              | 410.5           | 353             | 33.5            | 24              | 23     | 410.5  | 353    | 33.5   | 24     |
| M. West        | 26              | 84.5            | 40              | 30.5            | 14              | 26     | 84.5   | 40     | 30.5   | 14     |

P = presenze; PT = punti totali; AV = attacchi vincenti; MV = muri vincenti; BV = battute vincenti

NB: I muri singoli valgono una unità di punto, mentre i muri doppi e tripli valgono mezza unità di punto; anche i giocatori nel ruolo di libero sono impegnati al servizio

## Premi individuali
- Joshua Taylor:

All-America Second Team
All-MPSF First Team
- Matthew West:

All-America Second Team
All-MPSF First Team
- Parker Kalmbach:

All-MPSF Second Team
- Matthew Tarantino:

All-MPSF Second Team